# Mikołaj Kubica
Mikołaj Kubica (ur. 27 października 1945 w Niedobczycach, zm. 19 lipca 2020) – polski gimnastyk, olimpijczyk z Tokio 1964, Meksyku 1968 i Monachium 1972.
Jeden z trójki braci (Wilhelm, Sylwester) uprawiających gimnastykę sportową. Przez całą karierę sportową (1956–1976) reprezentował klub Górnik Radlin. Jeden z najlepszych polskich gimnastyków sportowych.
Wielokrotny mistrz Polski w:
- wieloboju indywidualnie w latach 1964–1965, 1968, 1971, 1973
- ćwiczeniach wolnych w latach 1964–1965, 1967–1968
- ćwiczeniach na poręczach w latach 1964, 1967–1969, 1971–1973
- ćwiczeniach na koniu z łękami w latach 1967–1968, 1973–1974
- ćwiczeniach na drążku w latach 1965, 1969, 1971
- ćwiczeniach na kółkach w latach 1964–1966, 1968–1970
- skoku przez konia w latach 1966–1968, 1970

Uczestnik mistrzostw świata w roku:
1966, 1970 podczas których zajmował (wraz z partnerami) 5. miejsce w wieloboju drużynowym.
Uczestnik mistrzostw Europy w latach:
- 1965 zajmując:
  - 5. miejsce w ćwiczeniach wolnych,
  - 5. miejsce w skoku przez konia,
  - 6. miejsce w ćwiczeniach na poręczach,
  - 8. miejsce w wieloboju indywidualnym,
- 1967 zajmując:
  - 3. miejsce w ćwiczeniach wolnych,
  - 3. miejsce w ćwiczeniach na kółkach,
  - 5. miejsce w wieloboju indywidualnym,
  - 5. miejsce w ćwiczeniach na koniu z łękami
  - 5. miejsce w skoku przez konia
  - 5. miejsce w ćwiczeniach na drążku
- 1969 zajmując:
  - 2. miejsce w ćwiczeniach na kółkach
  - 2. miejsce w skoku przez konia
  - 3. miejsce w wieloboju indywidualnym
  - 4. miejsce w ćwiczeniach wolnych
  - 4. miejsce w ćwiczeniach na koniu z łękami
  - 4. miejsce w ćwiczeniach na poręczach
- 1973 zajmując:
  - 4. miejsce w skoku przez konia
  - 6. miejsce w ćwiczeniach na koniu z łękami
  - 7. miejsce w wieloboju indywidualnym

Trzykrotny uczestnik igrzysk olimpijskich. W roku:
- 1964 zajął:
  - 5. miejsce w wieloboju drużynowym
  - 12. miejsce w ćwiczeniach na drążku
  - 16. miejsce w wieloboju indywidualnym
  - 16. Miejsce w ćwiczeniach na koniu z łękami
  - 17. miejsce w ćwiczeniach na kółkach
  - 19. miejsce w skoku przez konia
  - 21. miejsce w ćwiczeniach wolnych
  - 41. miejsce w ćwiczeniach na poręczach
- 1968 zajął:
  - 5. miejsce w wieloboju drużynowym
  - 8. Miejsce w ćwiczeniach na koniu z łękami
  - 13. miejsce w wieloboju indywidualnym
  - 13. miejsce w ćwiczeniach na kółkach
  - 13. miejsce w skoku przez konia
  - 15. miejsce w ćwiczeniach na poręczach
  - 24. miejsce w ćwiczeniach wolnych
  - 25. miejsce w ćwiczeniach na drążku
- 1972 zajął:
  - 4. miejsce w wieloboju drużynowym
  - 7. miejsce w skoku przez konia
  - 11. miejsce w ćwiczeniach na poręczach
  - 12. Miejsce w ćwiczeniach na koniu z łękami
  - 21. miejsce w ćwiczeniach na kółkach
  - 25. miejsce w ćwiczeniach na drążku
  - 33. miejsce w ćwiczeniach wolnych
  - wieloboju indywidualnego nie ukończył z powodu kontuzji (do finału zakwalifikował się z 13 wynikiem).